# Knipowitschia
Knipowitschia é um género de peixe da família Gobiidae. 
Este género contém as seguintes espécies:
- Knipowitschia caucasica
- Knipowitschia croatica
- Knipowitschia ephesi
- Knipowitschia goerneri
- Knipowitschia mermere
- Knipowitschia milleri
- Knipowitschia panizzae
- Knipowitschia punctatissima
- Knipowitschia thessala